# Gemeentelijke herindelingsverkiezingen in Nederland 1999
De gemeentelijke herindelingsverkiezingen in Nederland van 1999 waren tussentijdse verkiezingen voor een gemeenteraad in Nederland die gehouden werden op 16 november 1999.
De verkiezingen werden gehouden in twee gemeenten die betrokken waren bij een herindelingsoperatie die op 1 januari 2000 is doorgevoerd.
De volgende gemeenten waren bij deze verkiezingen betrokken:
- de gemeenten Hoevelaken en Nijkerk: samenvoeging tot een nieuwe gemeente Nijkerk.[1]

Door deze herindeling daalde het aantal gemeenten in Nederland per 1 januari 2000 van 538 naar 537.